# Janell Burse
Janell Latrice Burse (ur. 19 maja 1979 w Nowym Orleanie) – amerykańska koszykarka, grająca na pozycjach silnej skrzydłowej lub środkowej, mistrzyni WNBA z 2004.

## Kariera
Burse po grze dla uniwersytetu Tulane znajdującego się w Nowym Orleanie została wybrana w drafcie WNBA w 2. rundzie z 28. numerem przez Minnesotę Lynx. Spędziła tam swoje trzy pierwsze sezony w zawodowej lidze koszykówki kobiet.
W 2004 roku Burse wraz z koleżanką z drużyny, Sheri Sam została w ramach wymiany oddana do Seattle Storm za Amandę Lassiter. Już w pierwszym sezonie gry w nowym zespole zdobyła mistrzostwo WNBA.
Koszykarka była początkowo zmienniczką środkowej Kamili Vodichkovej, ale zaczęła odgrywać znaczącą rolę w drużynie, gdy ta przeszła w 2005 roku do Phoenix Mercury. Fani spodziewali się, że wkrótce Burse odejdzie z zespołu, gdyż w środku sezonu do Seattle dołączyła Suzy Batkovic. Zawodniczka z Nowego Orleanu grała jednak tak dobrze, że utrzymała miejsce w składzie.
Burse, która w 2004 roku kupiła dom w Slidell w Luizjanie, stała się twarzą ligi WNBA w inicjatywie pomocy ofiarom huraganu Katrina. Podczas dwóch rozegranych meczów play-off we wrześniu 2005 roku udało się zebrać 25 000 dolarów na rzecz działań pomocy tej tragedii. Pieniądze te zostały dołączone do 75 000 dolarów, które uzbierano dzięki organizacji drużyny.

## Osiągnięcia
NCAA
- Uczestnik rozgrywek:
  - II rundy turnieju NCAA (1997, 2000)
  - turnieju NCAA (1997–2000)
- Mistrzyni:
  - sezonu regularnego konferencji USA (1997, 1999)
  - turnieju konferencji USA (1997, 1999, 2000)

WNBA
- Mistrzyni WNBA (2004)

Klubowe
- Wicemistrzyni Czech (2006, 2007, 2008)[1][2][3]

Indywidualne
(* – nagrody przyznane przez eurobasket.com)
- Zaliczona do*:
  - I składu zawodniczek zagranicznych ligi czeskiej (2007)[2]
  - II składu ligi czeskiej (2007)[2]
  - składu honorable mention ligi rosyjskiej (2009)[4]
- Uczestniczka meczu gwiazd:
  - Euroligi (2006)
  - PLKK (2010)
- Liderka strzelczyń ligi czeskiej (2006)[1]

## Rekordy kariery
WNBA
- Najwięcej punktów w meczu – 27
- Najwięcej zbiórek w meczu – 19
- Najwięcej asyst w meczu – 4
- Najwięcej bloków w meczu – 5
- Najwięcej przechwytów w meczu – 4

PLKK
- Najwięcej punktów w meczu – 24
- Najwięcej zbiórek w meczu – 14
- Najwięcej asyst w meczu – 3
- Najwięcej bloków w meczu – 2
- Najwięcej przechwytów w meczu – 2